# Chalybophysis aeneipennis
Chalybophysis aeneipennis är en skalbaggsart som först beskrevs av Waterhouse 1881.  Chalybophysis aeneipennis ingår i släktet Chalybophysis och familjen långhorningar. Inga underarter finns listade i Catalogue of Life.